# Molino de calcetería W. B. Davis
El Molino de calcetería W. B. Davis (también conocido como Complejo de la empresa de fabricación de hardware de Alabama Builders) es un histórico complejo industrial ubicado en Fort Payne, Alabama, Estados Unidos.

## Historia
El molino abrió en 1884, en medio del auge económico de Fort Payne, fabricando hardware y suministros para la construcción. El edificio principal, que presenta detalles del estilo neocolonial británico, tiene tres pisos de altura y 12 ventanas de guillotina sobre 12 en cada piso. Una chimenea de 85 pies (26 metros) tiene una parte superior acampanada y una hilada de ladrillos en voladizo, imitando una columna de orden dórico. En 1890, se demostró que las promesas de mineral de hierro abundante y de alta calidad y otros minerales eran exageradas. Ocho de los fabricantes más grandes de la ciudad (incluido ABHMC) se fusionaron en un esfuerzo fallido por evitar la bancarrota.
El edificio del molino fue comprado en 1909 por W.B. Davis, quien era el ejecutivo de una empresa de calcetería y lo convirtió en una fábrica que proporciona nervaduras, tejidos y bucles. La operación pronto se amplió para incluir el teñido, la conformación y el empaque, ya que se convirtió en el empleador más grande de Fort Payne y le dio a la ciudad el sobrenombre de "Capital mundial del calcetín". La fábrica experimentó una gran expansión a partir de 1927, incluida una gran ala del edificio principal, un edificio de tejido, una sala de calderas ampliada, otros edificios de almacenamiento y un anexo al otro lado de la calle. En 1948 se vendió la empresa y en 1974 se construyó un nuevo edificio adyacente y la producción se mudó del edificio original.
El complejo se incluyó en el Registro de Monumentos y Patrimonio de Alabama en 1976 y en el Registro Nacional de Lugares Históricos en 1986. El Anexo se agregó a la lista del Registro Nacional en 1992.